# Tecla Sala
Tecla Sala Miralpeix (Roda de Ter, Barcelona, 1886 - Barcelona, 1973) fue una empresaria española.

## Biografía
Cuando aún no había cumplido los dos años, su madre murió en el parto de una segunda criatura, que no sobrevivió. El padre, propietario de diversas fábricas, la dejó huérfana a los cinco años. Tecla fue a vivir con sus tíos, y cuando murieron heredó la industria familiar, que personalmente gestionaría, cuando tenía veintidós años. Entonces ya se había casado con otro importante industrial catalán, Joan Riera Sala. 
Tecla Sala adquirió en 1913 unos grandes edificios industriales en Hospitalet de Llobregat, dónde ubicó la fábrica de hilaturas de algodón aprovechando el salto de agua del Canal de la Infanta. Al morir su marido en 1926 fue ella quien pasó a dirigirla. En el año 1930 trabajaban en ella unas  1.200 personas.
En el año 2000 se abrió el Centro Cultural Metropolitano Tecla Sala de Hospitalet, centro que alberga la biblioteca, el centro de arte, una sala polivalente, etc.
"Fue una mujer con firmes convicciones religiosas y con gran responsabilidad social", apunta Josep Maria Solias, director del museo de l'Hospitalet. "Tecla Sala estuvo al frente de su negocio, iba a la fábrica y estaba al tanto de todo. Era quien tomaba las decisiones y las tomaba a su manera. Cuidando de sus trabajadores", apunta Solias.

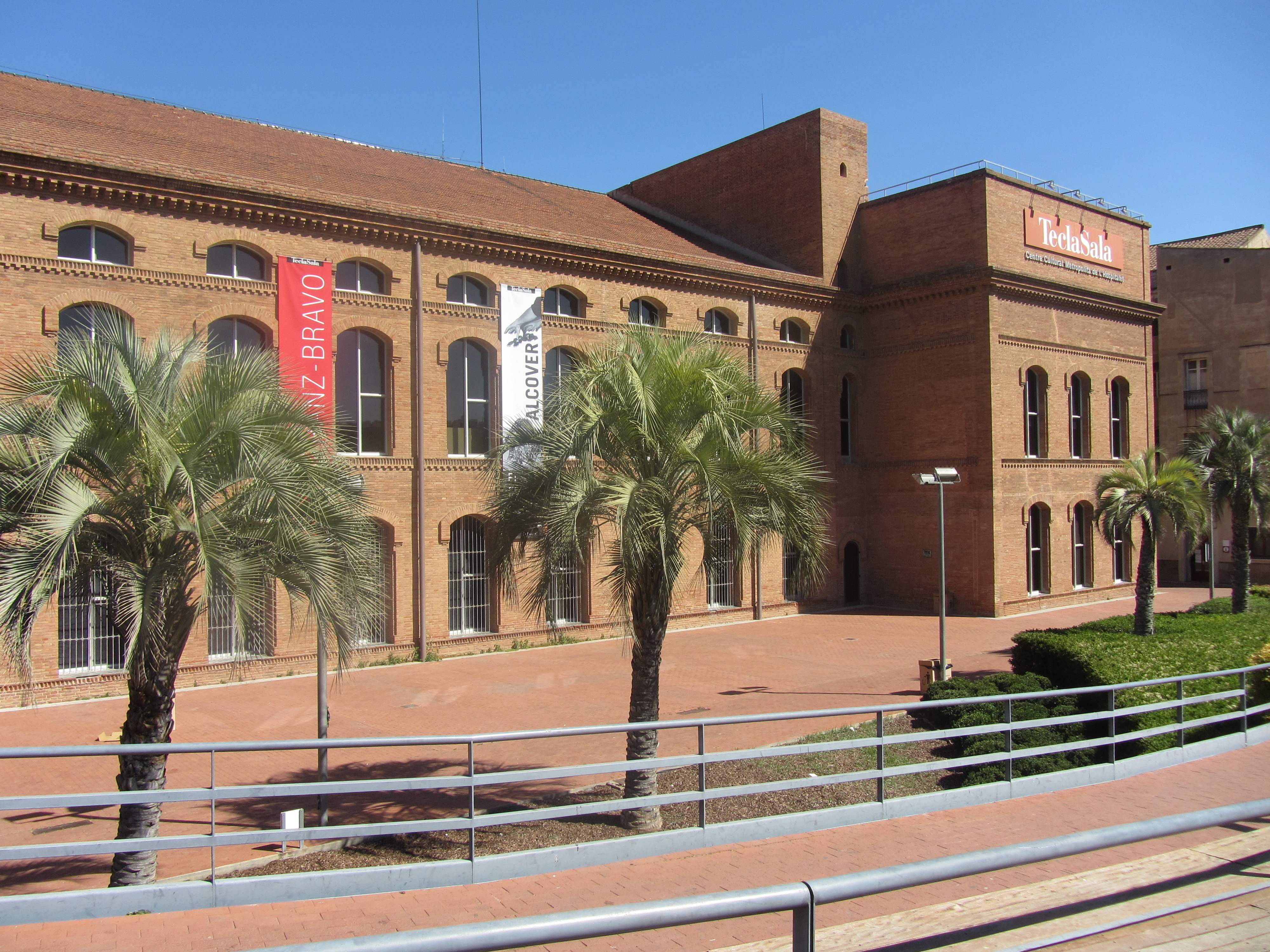
Centro cultural Tecla Sala.

Actualmente, hay un centro cultural y una gran biblioteca en Hospitalet de Llobregat con su nombre.